# Talegaon Dabhade
Talegaon Dabhade es una ciudad y  municipio situada en el distrito de Pune en el estado de Maharashtra (India). Su población es de 56435 habitantes (2011). Se encuentra a 35 km de Pune.

## Demografía
Según el censo de 2011 la población de Talegaon Dabhade era de 56435 habitantes, de los cuales 29033 eran hombres y 27402 eran mujeres. Talegaon Dabhade tiene una tasa media de alfabetización del 91,50%, superior a la media estatal del 82,34%: la alfabetización masculina es del 94,56%, y la alfabetización femenina del 88,60%.